# Steinfeld (Szlezwik-Holsztyn)
Steinfeld (duń. Stenfelt) – miejscowość i gmina w Niemczech w kraju związkowym Szlezwik-Holsztyn, w powiecie Schleswig-Flensburg, wchodzi w skład urzędu Süderbrarup.